# Luciano Salce
Luciano Salce (Roma, 25 de setembre de 1922 - 17 de desembre de 1989) va ser un actor, director i guionista cinematogràfic, a més de cantant, de nacionalitat italiana.

## Biografia
Nascut en Roma, Itàlia, en el si d'una família de classe mitjana, la seva mare va morir a penes néixer ell, a causa d'una sèpsia puerperal. Ella es deia Clara Sponza, tenia 22 anys i era natural de Pesaro. El pare, Mario i de 26 anys, era de Bèrgam. Als deu anys va entrar en el col·legi de Vila Mondragone, gestionat per la Companyia de Jesús), on va completar els seus estudis secundaris. En aquesta època va començar a conrear la passió pel teatre, i als tretze anys va formar part d'un parell d'espectacles, sent en un d'ells protagonista. Mentrestant, el seu pare va tornar a casar-se, i en 1936 va néixer Guido. En 1940 es va matricular en la universitat per a estudiar jurisprudència, seguint els desitjos del seu pare; no obstant això, va abandonar els estudis mancant quatre exàmens per a aconseguir graduar-se.
Dos anys més tard, en 1942, es va inscriure a l'Accademia nazionale d'art drammatica "Silvio D'Amico", on va tenir l'oportunitat de conèixer a alguns dels seus futurs col·legues, entre ells Vittorio Gassman, Luciano Lucignani, Luigi Squarzina, Carlo Mazzarella, Tino Buazzelli, Nino Manfredi, Vittorio Caprioli, Mario Landi, Nino Dal Fabbro i Emilio Serrao. Durant els seus estudis va escriure un xou en un acte, "Racconto per un funerale", que posteriorment va ser representat a Messina. El 17 de febrer de 1943 Salce va ser cridat a complir el servei militar, coincidint en el mateix amb Vittorio Gassman. El 8 de setembre d'aquest any, dia de l'armistici de Badoglio, va ser fet presoner pels alemanys i conduït al camp de concentració Stalag VII-A..
Durant la seva reclusió va intentar escapolir-se en dues ocasions, totes dues sense resultat. De tornada a Itàlia, va escriure les dificultats sofertes en els seus dos anys de captivitat, i al juny d'aquest mateix any va reprendre els seus estudis interromputs. Per a sostenir-se econòmicament, es va dedicar a la venda ambulant d'alguns periòdics, i va treballar en l'àrea teatral de la publicació Epoca durant un curt període. A més, durant vuit dies va ser ajudant de Guido Salvini per a l'espectacle Sogno di una notte di mezza estate.

### Inicis artístics
Salce va debutar al cinema en 1946, interpretant el paper d'un oficial americà a Un americano in vacanza, film dirigit per Luigi Zampa. Aquest mateix any va acabar el diari novelado L'educazione teatrale, escrit en col·laboració amb Vittorio Gassman. El llibre va ser editat per l'editorial Gremese en 2004. Salce va concloure la seva formació a l'Accademia en 1947, on va rebre un diploma de director. En ocasió de la seva diplomatura, va dirigir Ballo dei ladri, adaptació d'una obra de Jean Anouilh.
Ja finalitzada la seva formació, va entrar en la companyia teatral d'Evi Maltagliati i Vittorio Gassman, estant entre els seus col·legues Luigi Squarzina i Guido Salvini. Al costat d'ells va formar part de diverses representacions itinerants, amb una primera etapa a Praga. En 1948 Salce va continuar participant en espectacles itinerants amb un recorregut de quatre mesos per Palerm, Messina, Catània, Nàpols, Florència, Bolonya, Bèrgam i Milà, entre altres ciutats.
En l'estiu va ser ajudant de Guido Salvini en el muntatge de Cristo ha ucciso i Edipo re, i al costat d'ell va organitzar una companyia teatral independent. Amb ella van representar a París, tenint l'oportunitat d'actuar al costat d'Alberto Bonucci, Vittorio Caprioli, Paolo Panelli i Tino Buazzelli. L'espectacle es va representar en el club "Tabou". Ja de tornada a Itàlia, va treballar al costat de Luchino Visconti, Giorgio Strehler, Vito Pandolfi i Orazio Costa, portant a escena en aquesta època obres de Massimo Bontempelli i Molière.
En 1949, després de participar en diversos xous en el teatre "Arlecchino" de Roma, va viatjar novament a París amb Vittorio Caprioli i Alberto Bonucci per a actuar en el cabaret "La Rose Rouge". Els tres van actuar sota el nom artístic d' "Il gruppo dei tre gobbi". Entre 1950 i 1951 la companyia va fer escala en São Paulo, Brasil, on els tres van tenir l'oportunitat d'actuar al costat de Adolfo Celi. Salce i els seus col·legues van decidir romandre a la ciutat brasilera muntant diverses representacions a partir d'obres de Oscar Wilde, Tennessee Williams, Luigi Pirandello, Achille Campanile i Jean Anouilh.
Durant la seva estada a Amèrica va conèixer Jole Bertolazzi, amb qui es va comprometre. Entre 1952 i 1953 Salce va dirigir les seves primeres pel·lícules, Uma pulga na balança i Floradas na serra. El 1954 va continuar amb els seus espectacles itinerants a Itàlia. En aquest període, Bonucci va abandonar "I tre gobbi", sent substituït per Franca Valeri.
Amb l'arribada de l'actriu milanesa l'èxit de la companyia va ser tal que els tres actors van aconseguir una espai radiofònic setmanal, "Chi li ha visti?". El 8 de gener de 1955 es va casar amb Jole Bertolazzi en Venècia, i el mateix any va reprendre la seva carrera cinematogràfica, interpretant un petit paper en Piccola posta, de Stefano Vanzina. Va continuar sent més actiu com a actor teatral, sobretot entre 1956 i 1957, portant a escena obres com "Sexophone" i "I tromboni", aquesta última interpretada per Vittorio Gassman. A més, al costat de Vittorio Caprioli i Franca Valeri va escriure una comèdia teatral, "L’arcisopolo", i una radiofònica, "La zuccheriera".
En 1958 va escriure un espectacle teatral, "Don Jack", interpretat per Vittorio Gassman i representat al Teatre Quirino al març d'aquest any. L'èxit de Salce li va valer iniciar una col·laboració amb la RAI. Per a televisió va escriure al costat de Ettore Scola i Ruggero Maccari textos per al programa en set episodis "Le canzoni di tutti", dirigit per Mario Landi. A més, va dirigir la comèdia "L’orso e il pascià", amb interpretació de Monica Vitti, Alberto Bonucci i Mario Scaccia.
A l'any següent va escriure una altra obra, "Il lieto fine", portat a escena en Florència per Alberto Bonucci. Mentrestant Salce va intentar també el camí de director d'òpera, escenificant "Le trame deluse", adaptació d'una òpera de Domenico Cimarosa emesa per la RAI el 27 d'abril de 1960.

### Dècada de 1960
A Itàlia va debutar com a director cinematogràfic en 1960 amb la pel·lícula Le pillole di Ercole, protagonitzada per Nino Manfredi, Andreína Pagnani i Vittorio De Sica, sent el director de fotografia Erico Menczer, el qual treballaria amb Salce en diverses pel·lícules. A partir d'aquest moment Salce es va dedicar totalment al cinema, encara que mantenint algunes activitats a la ràdio i la televisió.
1961 va ser l'any en què es va fer amb el favor del públic i de la crítica amb il film Il federale, escrit per Franco Castellano i Pipolo. La cinta, protagonitzada per Ugo Tognazzi, va suposar el debut com a compositor de bandes sonores de Ennio Morricone. Al següent any va dirigir La voglia matta i Le ore dell'amore, continuant la col·laboració amb Tognazzi, Castellano i Pipolo. Amb aquestes pel·lícules va iniciar el filó de les comèdies de costum, entre les quals s'inclou La cuccagna, interpretada pels nouvinguts Donatella Turri i Luigi Tenco.
Salce tenia cada vegada més compromisos de rodatge, i també a causa d'això el seu matrimoni va entrar en crisi. Al mateix temps, mentre treballava a La voglia matta va conèixer a la jove actriu Diletta D'Andrea, que es convertiria en la seva segona dona. Entre 1964 i 1965 va aparèixer amb freqüència en televisió, començant a ser un rostre familiar del públic italià amb la seva participació en el programa de varietats Studio Uno en 1965, presentat per Mina Mazzini. D'altra banda, el 7 d'agost de 1966 va néixer a Londres el seu fill Emanuele Timothy, fruit de la seva relació amb Diletta D’Andrea, i en aquesta època va tornar a treballar en el teatre.
Salce va portar a escena Ti ho sposato per allegria, de Natalia Ginzburg, obra protagonitzada per Adriana Asti, Renzo Montagnani i Italia Marchesini. En 1967 va adaptar la peça a la pantalla gran, sent interpretada per Monica Vitti en lloc d'Adriana Asti. Aquest mateix any va fer una versió per a la ràdio, emesa al març per Rai Ràdio 3. Abans de tornar al cinema va posar en escena La segretaria, basada novament en un text de Natalia Ginzburg.
Entre 1968 i 1969 es van distribuir algunes cintes dirigides per Luciano Salce, dues d'elles comèdies de tema polític: La pecora nera i Colpo di stato. L'èxit, no obstant això, Ilegó amb Il prof. dott. Guido Tersilli primario della clinica Villa Celeste convenzionata con le mutue, film que va suposar l'única col·laboració de Salce amb Alberto Sordi. 1969 va ser per a Luciano Salce un any de greu crisi personal: va finalitzar la seva relació amb Diletta D'Andrea, que el va deixar per Vittorio Gassman.
A partir de 1969, impulsat per la fama televisiva, Salce va augmentar el número de les seves actuacions cinematogràfiques, treballant en films dirigits per Vittorio Sindoni, Luigi Zampa, Marco Vicario, Duccio Tessari, Flavio Mogherini i Luigi Filippo D'Amico. Entre les seves millors actuacions figuren les d'Homo Eroticus, Anche se volessi lavorare, che faccio?, La signora è stata violentata!,Amore mio non farmi male,Son tornate a fiorire le rose i Oh dolci baci e languide carezze.

### Dècada de 1970
En 1970 va morir el seu pare. Malgrat això i de la separació de la seva segona dona, va continuar actuant en TV, presentant el programa Senza Rete. L'èxit de Salce també es va repetir en la ràdio, mitjà per al qual va dirigir els programes "Formula Uno" i "I malalingua". Les pel·lícules que va dirigir en els anys 1970 van tenir menys èxit, destacant d'entre elles Basta guardarla (1970) i Alla mia cara mamma nel giorno del suo compleanno (1974), cinta amb la qual per primera vegada va coincidir amb Paolo Villaggio.
1975 va ser l'any de dos èxits cinematogràfics de Salce. El primer va ser la pel·lícula Fantozzi, adaptació de la novel·la de Paolo Villaggio i interpretat per ell mateix. Va ser la segona producció italiana més vista de la temporada 1974-1975. El segon va ser L'anatra all'arancia,film en el qual va substituir a Dino Risi. En 1976, seguint el deixant de les cintes anteriors, Salce va rodar Il secondo tragico Fantozzi, aconseguint un gran resultat còmic. Sempre el 1976, va interpretar al baró desaparegut a Perdutamente tuo... mi firmo Macaluso Carmelo fu Giuseppe, producció dirigida per Vittorio Sindoni, amb qui encara va aconseguir un gran èxit com a actor.
Entre 1977 i 1978, Luciano Salce va continuar col·laborant amb Paolo Villaggio, treballant en els films Il... Belpaese, Professor Kranz tedesco di Germania i l'episodi "Sì Buana" de la pel·lícula Dove vai in vacanza?. Com a intèrpret, Salce va tornar a actuar per a Vittorio Sindoni, utilitzant el pseudònim Marco Aleandri. També treballa a la ràdio presentant "Black-out", programa que va dirigir vuit anys. Quant al teatre, va portar a escena "La conversazione contínuament interrotta", adaptació d'una obra d'Ennio Flaiano interpretada per Giorgio Albertazzi, sent representada al Teatre Argentina de Roma.
Salce va presentar al gener i febrer de 1979 per a Rai 2 el programa Buonasera con.... A partir d'aquest any, i durant dues temporades, va actuar en Ieri e oggi. En 1980 va escriure al costat d'Ernesto Gastaldi la pel·lícula Mi faccio la barca, interpretat per Johnny Dorelli i Laura Antonelli. La pel·lícula va ser finalment dirigida per Sergio Corbucci a causa de les diferències sorgides entre Salce i Dorelli.

### Dècada de 1980. Defunció
Al juny de 1981 Salce va publicar una col·lecció de contes titulada "Cattivi soggetti", sent aquest el seu debut en la literatura. En 1982 va tornar a l'èxit cinematogràfic amb Vieni avanti cretí, film protagonitzat per Lino Banfi. Des d'abril a juny de 1983 va presentar i va dirigir en Rete 4 el programa Gran varietà, adaptació del xou radiofònic de Antonio Amurri i Dino Verde, en el qual va ser el seu primer contacte amb la televisió privada.
No obstant això, el 27 d'agost va sofrir un ictus a Salsomaggiore Terme mentre presidia el jurat de "Miss Itàlia". Va quedar ingressat en coma en un hospital de Fidenza. A causa d'això va haver d'abandonar el projecte teatral de I ragazzi irresistibili. En 1984 es trobava restablert i va tornar a la direcció cinematogràfica amb la pel·lícula Vediamoci chiaro, dirigint també en aquesta època la producció televisiva Gli innocenti vanno all'estero.
Al començament de 1985 Salce va tornar al teatre, dirigint en el teatre la "Scaletta" de Roma a Augusto Zucchi en un monòleg titulat "Politicanza". La seva última direcció teatral va tenir lloc al desembre del mateix any portant a escena "L’incidente", de Luigi Lunardi, amb Renzo Montagnani com a protagonista. El febrer de 1986 actuà en la comèdia de Giancarlo Sepe "C’era una volta l’Itala Film", representada a Torí al Teatre Carignano.
En el mateix any 1986, durant un creuer pel Pacífic, va tenir els primers signes de la malaltia que li produiria la mort: un melanoma que el va obligar a ser operat i a fer diverses visites a París. En 1987, afeblit per la malaltia, va rodar la pel·lícula Quelli del casco, interpretada, entre d'altres, per Paolo Panelli i Renzo Montagnani. La seva salut va empitjorar en 1989, i el 17 de desembre va morir en Roma a causa d'un infart agut de miocardi. Va ser enterrat a Feltre.

## Treballs
Actor
- Un americano in vacanza, de Luigi Zampa (1946)
- Caiçara (només veu), d'Adolfo Celi, Tom Payne i John Waterhouse (1950)
- Ângela, de Tom Payne i Abilio Pereira de Almeida (1951)
- Terra è sempre Terra, de Tom Payne (1952)
- Floradas na Serra (1954)
- Piccola posta, de Stefano Vanzina (1955)
- Angela, d'Edoardo Anton i Dennis O'Keefe (1955)
- Guardia, ladro e cameriera, de Stefano Vanzina (1956)
- Totò nella luna, de Stefano Vanzina (1958)
- Tipi da spiaggia, de Mario Mattoli (1959)
- I baccanali di Tiberio, de Giorgio Simonelli (1960)
- La ragazza di mille mesi, de Stefano Vanzina (1961)
- Il federale (1961)
- Il carabiniere a cavallo, de Carlo Lizzani (1961)
- La voglia matta (1962)
- Il giorno più corto, de Sergio Corbucci (1962)
- La cuccagna (1962)
- Gli onorevoli, de Sergio Corbucci (1963)
- Le ore dell'amore (1963)
- Oggi, domani, dopodomani, episodi "L'ora di punta", d'Eduardo De Filippo (1965)
- Le dolci signore, de Luigi Zampa (1967)
- Oh dolci baci e languide carezze, de Mino Guerrini (1969)
- Colpo di stato (1969)
- Basta guardarla (1970)
- Non commettere atti impuri, de Giulio Petroni (1971)
- Mazzabubù... Quante corna stanno quaggiù?, de Mariano Laurenti (1971)
- Homo Eroticus, de Marco Vicario (1971)
- Il prete sposato, de Marco Vicario (1971)
- Anche se volessi lavorare, che faccio?, de Flavio Mogherini (1972)
- Ettore lo fusto, de Enzo G. Castellari (1972)
- La signora è stata violentata!, de Vittorio Sindoni (1973)
- Bisturi la mafia bianca, de Luigi Zampa (1973)
- Un uomo, una città, de Romolo Guerrieri (1974)
- Nipoti miei diletti, de Franco Rossetti (1974)
- Uomini duri, de Duccio Tessari (1974)
- Commissariato di notturna, de Guido Leoni (1974)
- Il domestico, de Luigi Filippo D'Amico (1974)
- Amore mio non farmi male, de Vittorio Sindoni (1974)
- Son tornate a fiorire le rose, de Vittorio Sindoni (1975)
- Di che segno sei?, de Sergio Corbucci (1975)
- Perdutamente tuo... mi firmo Macaluso Carmelo fu Giuseppe, de Vittorio Sindoni (1976)
- L'affittacamere, de Mariano Laurenti (1976)
- I prosseneti, de Brunello Rondi (1976)
- Ride bene... chi ride ultimo, episodis "La visita di controllo", de Marco Aleandri, i "Sedotto e abbandonato", de Pino Caruso (1977)
- La presidentessa (1977)
- Maschio latino cercasi, de Giovanni Narzisi (1977)
- Tanto va la gatta al lardo..., de Marco Aleandri (1978)
- Ridendo e scherzando, de Marco Aleandri (1978)
- Voglia di donna, de Franco Bottari (1978)
- Belli e brutti ridono tutti, de Domenico Paolella (1979)
- Una moglie, due amici, quattro amanti, de Michele Massimo Tarantini (1980)

Director
- Una Pulga na Balança (1953)
- Floradas na Serra (1954)
- Il federale (El federal) (1961)
- La voglia matta (Deseo loco) (1962)
- La cuccagna (1962)
- Le pillole di Ercole (1962)
- Le monachine, 1963)
- Le ore dell'amore (1963)
- Alta infedeltà, episodio "La sospirosa" (1964)
- Slalom (1965)
- Oggi, domani, dopodomani, episodi "La moglie bionda" (1965)
- Le fate (Las cuatro brujas), episodi "Fata Sabina" (1966)
- El Greco (1966)
- Come imparai ad amare le donne (1966)
- Ti ho sposato per allegria (1967)
- La pecora nera (1968)
- Colpo di stato (1969)
- Il prof. dott. Guido Tersilli primario della clinica Villa Celeste convenzionata con le mutue (1969)
- Basta guardarla (1970)
- Il provinciale (1971)
- Il sindacalista (1972)
- Io e lui (1973)
- Alla mia cara mamma nel giorno del suo compleanno (1974)
- L'anatra all'arancia (1975)
- Fantozzi (1975)
- Il secondo tragico Fantozzi (1976)
- La presidentessa (1977)
- Il... Belpaese (1977)
- Il professore Kranz tedesco di Germania, emigrato a Rio (1978)
- Dove vai in vacanza?, episodi "Sì buana" (1978)
- Riavanti... Marsch! (1979)
- Rag. Arturo De Fanti, bancario precario (1980)
- Vieni avanti cretino (1981)
- Vediamoci chiaro (1984)
- Quelli del casco (1987)

Televisió
- L'Arcisopolo (1956)
- Il vostro principe azzurro (1956)
- Le canzoni per tutti, de Mario Landi, 7 episodis del 15 de gener de 1958 al 26 de febrer de 1958
- L'orso e il pascià (1958)
- Le trame deluse (1959)
- Vita col padre e con la madre (1960)
- Tempo di musica (1961)
- Teatro 10 (1964)
- Studio Uno (1965-1966)
- Stasera Rita (1965)
- Sabato sera (1967)
- Ci vediamo stasera - In casa di: Ugo Tognazzi (1967)
- Speciale per voi (1969)
- Stasera - Patty Parvo (1969)
- Senza rete (1970)
- La conversazione continuamente interrotta (1978)
- Che combinazione (1978-1979)
- Buonasera con... (1979)
- Ieri e oggi (1979-1980)
- Viaggio a Goldonia (1982)
- Les joies de la famille Pinelli (1982)
- Gran varietà (1983)
- Casa Cecilia un anno dopo, episodi "Ladri di sottilette" (1983)
- La bella Otero (1984)

Teatre
- La pappa reale (1959), direcció de Luciano Salce
- Il lieto fine (1959), direcció de Luciano Salce

Ràdio
- Diario di una ragazza delusa (1945)
- Chi li ha visti? (1954)
- Storia di Michele Pezza detto Frà Diavolo (1955)
- Sulle spiagge della luna (1957)
- La zuccheriera (1957)
- Ti ho sposato per allegria (1967)
- Scusi, lei è sfavorevole o contrario? (1969)
- Formula Uno (1970-1972)
- I Malalingua (1972-1974)
- Special oggi: Catherine Spaak (1973)
- Special oggi: Monica Vitti (1975)
- Kitsch (1975-1977)
- Black Out (1978-1986)